# 斯特兰达比格兹
斯特兰达比格兹是冰岛西峽灣區的市镇。市镇面积为1,906平方公里，人口数量为428人（2023年）。